# Сагальчик, Арсений Овсеевич
Арсений Овсеевич Сагальчик (7 ноября 1938 — 6 марта 2015) — советский и российский театральный режиссёр, заслуженный деятель искусств Российской Федерации.

## Биография
В 1960 году закончил режиссёрские курсы при Белорусском государственном театрально-художественном институте (БГТХИ) в Минске. В 1967 году окончил Высшие режиссёрские курсы ГИТИСа им. А. В. Луначарского.
После ГИТИСа работал режиссёром в Кинешемском драматическом театре им. А. Н. Островского. Вскоре его стали приглашать ведущие театры страны. Был режиссёром-постановщиком в Новосибирском театре «Красный Факел», Центральном академическом театре Советской Армии, Театре на Малой Бронной, Государственный русский драматический театр Эстонской ССР в Таллине и театре имени Ленсовета в Ленинграде.
В 1974—1986 годах был режиссёром-постановщиком Государственного академического театра драмы им. А. С. Пушкина в Ленинграде, поставил семь спектаклей. Затем работал в театре на Литейном, где поставил «Собачье сердце» М. Булгакова, и вновь в Александринском театре («Борис Годунов»).
В 2007—2015 годах — главный режиссёр ТЮЗа им. А. А. Брянцева.
Умер в ночь с 6 на 7 марта 2015 года в Санкт-Петербурге после продолжительной болезни на 77-м году жизни.

## Награды
- Заслуженный деятель искусств Российской Федерации (2009).
- Почётный диплом Законодательного Собрания Санкт-Петербурга (12 ноября 2008 года) — за выдающийся личный вклад в развитие культуры и искусства в Санкт-Петербурге, многолетнюю творческую деятельность и в связи с 70-летием со дня рождения[4].

## Работы в театре

### Режиссёр
- «Борис Годунов» А. Пушкина (драмтеатр «Красный факел»)
- «Как закалялась сталь» Н. Островского (драмтеатр «Красный факел»)
- «Хождение по мукам» А. Н. Толстого (ЦАТСА)
- 1973 — «Тот, кто получает пощечины» Л. Андреева (Таллинский русский театр)
- «Олимпия» Ференца Мольнера (Таллинский русский театр)
- 1973 — «Тот, кто получает пощечины» Л. Андреева (Театр имени Ленсовета)
- «Дети солнца» М. Горького (Театр драмы им. А. С. Пушкина)
- «Таланты и поклонники» А. Островского (Театр драмы им. А. С. Пушкина)
- «Иванов» А. П. Чехова (Театр драмы им. А. С. Пушкина)
- «Пока бьётся сердце» Д. Я. Храбровицкого (Театр драмы им. А. С. Пушкина)
- «Молва» Афанасий Салынский (Театр драмы им. А. С. Пушкина)
- 1987 — «Три сестры» А. П. Чехова (НАДТ им. М.Горького)[5]
- 1988 — «Собачье сердце» М. Булгакова (Театр Драмы и Комедии)
- «Дуэль» А. П. Чехова  (Театр на Литейном)[6]
- 1999 — «Борис Годунов» А. Пушкина (Александринский театр-Театр драмы им. А. С. Пушкина)
- «Город на заре» А. Арбузова
- «Назначение» А. Володина
- «На всякого мудреца довольно простоты» А. Островского
- «Поздняя любовь» А. Островского
- «Дети Ванюшина» Сергея Найдёнова (ТЮЗ им. А. А. Брянцева)[7]

### Автор инсценировок
- «Воскресение» Л. Толстого
- «В лесах» Мельникова-Печерского
- «Два товарища» В. Войновича
- «Как закалялась сталь» Н. Островского

## Фильмография
- 1978 — Пока бьётся сердце (телеспектакль)
- 1995 — Чтобы помнили. Фильм 8. Анатолий Солоницын (документальный)